# Christian Schröter
Christian Schröter (vor 1700–um 1730) war ein deutscher Pädagoge. Er lebte um 1700 und war Konrektor der vereinigten Fürstlichen und Stadtschule in Liegnitz und verfasste Werke zur Rhetorik und zur Bildung des Adels.

## Leben
Schröter versuchte in seiner Gründlichen Anweisung, die rhetorischen Leitideen Christian Weises durch Beispiele aus dem Roman Großmüthiger Arminius von Daniel Caspar von Lohenstein zu erläutern. Lohenstein ist für ihn der Gipfel der Gelehrsamkeit vor allem auf den Gebieten der Naturerkenntnis, Politik, Vernunft und Moral, da er darin die Wissenschaften und Kenntnisse der antiken Autoren Plinius, Tacitus und Seneca zusammenfasst. Die Anweisung enthält eine Sammlung von Worten, Redensarten Verbindungen, Ausdrückungen und Sinnreichen Sprüchen, die dem Arminius entnommen sind.
Seine Anweisung zur Information ist eine wichtige Quelle zur deutschen Bildungsgeschichte, nicht nur des Adels, sondern auch des Bürgertums.

## Werke
- Gründliche Anweisung zur deutschen Oratorie nach dem hohen und Sinnreichen Stylo Der unvergleichlichen Redner unsers Vaterlandes, besonders Des vortrefflichen Herrn von Lohensteins in seinem Großmüthigen Herrmann und andern herrlichen Schrifften. Leipzig: Gleditsch, 1704. Photomechanische Reproduktion: Scriptor-Verlag, Kronberg/Ts. 1974
- Politischer Redner, Welcher aufs deutlichste zeiget, wie man die in dem sinnreichen Arminio des berühmten Herrn von Lohensteins enthaltene vortreffliche Staats-, Regierungs-, Kriegs-, Lebens- und Sitten-Regeln Samt andern denckwürdigen Begebenheiten zu allerhand gelehrten Discursen … illustriren kan … Gleditsch, Leipzig 1714
- Kurtze Anweisung zur Information Der Adlichen Jugend. Gleditsch, Leipzig 1704. Photomechanische Reproduktion: Scriptor-Verlag, Kronberg/Ts. 1974 (enthalten in Gründliche Anweisung …)